# 维克斯先锋型
维克斯先锋（Vickers Vanguard）是由英国维克斯-阿姆斯特朗公司于1959年推出的一款四发中短程涡桨客机，在维克斯子爵客机的基础上发展而来。
先锋型客机面世后不久，民航就进入大型喷气式客机时代，因此该型客机在市面上并无大的反响，只生产了44架，用户为英国欧洲航空和环加拿大航空。1970年代初期，大多数先锋型客机被改装为货机，并继续运营至1996年退役。

## 发展历程
先锋型客机为满足英国欧洲航空的要求而研发，该公司需要一款新的100座级客机以取代维克斯子爵客机。最初的设计型号为“870型”，在环加拿大航空亦表达兴趣后，维克斯-阿姆斯特朗公司推出了新的“950型”，以同时满足双方的需求。从外观上看，先锋型客机与子爵型最大的不同是机身部分，最初先锋型亦采用子爵型的机身，后来只采用子爵型机身的下半部分，在上面连接了一个直径更大的上部机身（与波音377类似）。该设计增加了机舱空间，亦增大了载货量。
随着机身尺寸的增加，原子爵型的发动机亦需要更换。先锋型采用四台罗尔斯·罗伊斯苔茵发动机，该发动机标称功率高达3,000千瓦，比子爵型上罗尔斯·罗伊斯达特发动机的1,300千瓦大幅增加。这使得先锋型成为速度最快的采用涡桨动力的飞机之一，甚至比现今使用中的一些涡桨动力飞机（如萨博2000和DHC-8）速度更快。首架“950型”的原型机（注册编号：G-AOYW）于1959年1月20日首飞。

## 营运历史
1960年底，先锋型客机开始于英国欧洲航空和环加拿大航空投入服务。英国欧洲航空于1960年12月17日首次使用先锋型进行商业飞行，执飞伦敦希思罗机场至巴黎的航线。截至1962年3月30日，英国欧洲航空已接受全部20架先锋型客机，包括6架“951型”和14架“953型”，并将这些飞机投入其较为繁忙的航线中。最初，这些飞机的座位由18个头等舱和108个经济舱组成，但后来改为139席全经济舱布局。在300英里以内的航线上，先锋型客机的运行时间几乎可以和喷气式客机媲美。1974年3月31日，英国欧洲航空并入新组建的英国航空，其剩余的先锋型亦转入英国航空机队，并继续营运至1974年6月16日执行最后一个商业航班。

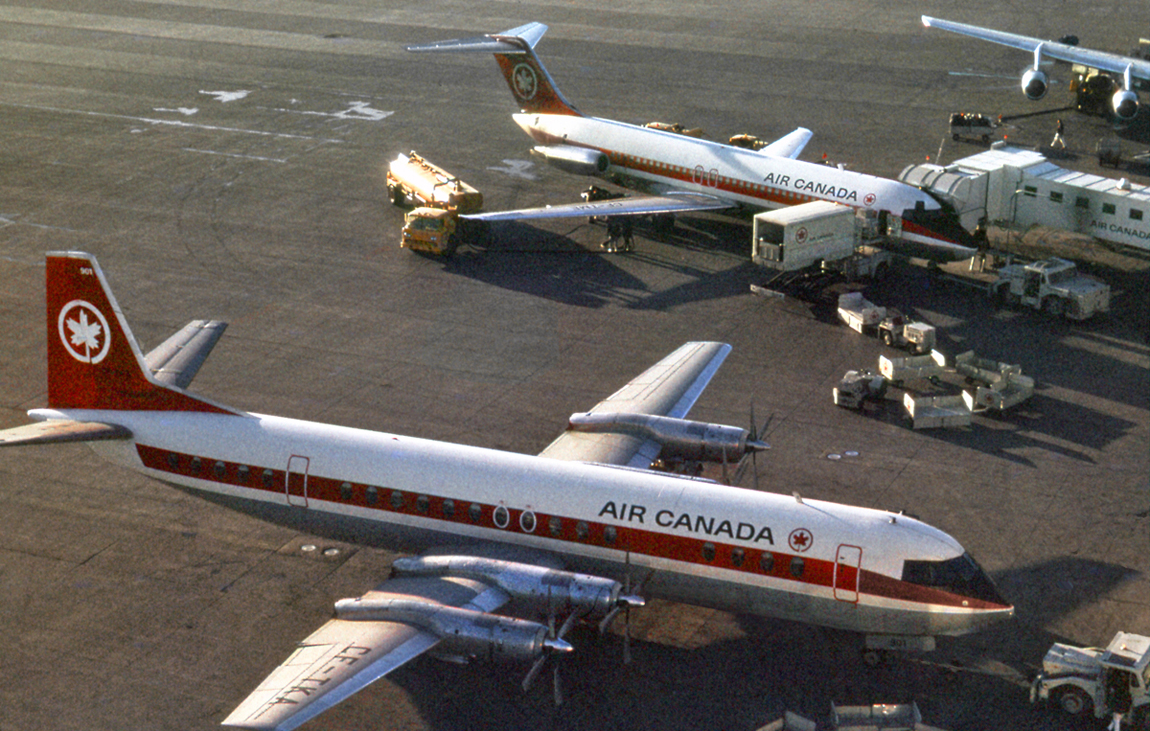
加拿大航空的先锋型客机

环加拿大航空则于1961年2月1日开始在多伦多和蒙特利尔至温哥华的两个航班上使用先锋型客机。先锋型亦被用来在多伦多和蒙特利尔至纽约和巴哈马拿骚的航线上营运。1965年，环加拿大航空更名为加拿大航空。1966年，加拿大航空将其机队中一架先锋型客机改造为全货机，并称其为“Cargoliner”。该机为加航唯一一架进行此类改装的先锋型，一直服役至1972年12月，成为加航最后一架退役的先锋型。

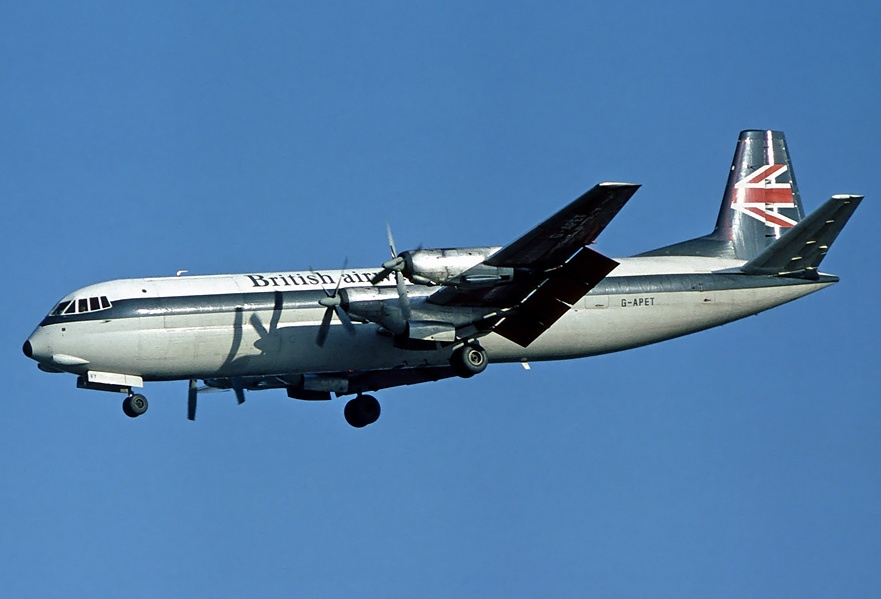
英国航空的“Merchantman”货机

1969年起，英国欧洲航空亦将9架先锋型改造为货机，称之为“Merchantman”。1979年，英国航空将其最后的5架“Merchantman”退役并出售。先锋型一直运行至1996年9月30日。

## 主要营运者
加拿大

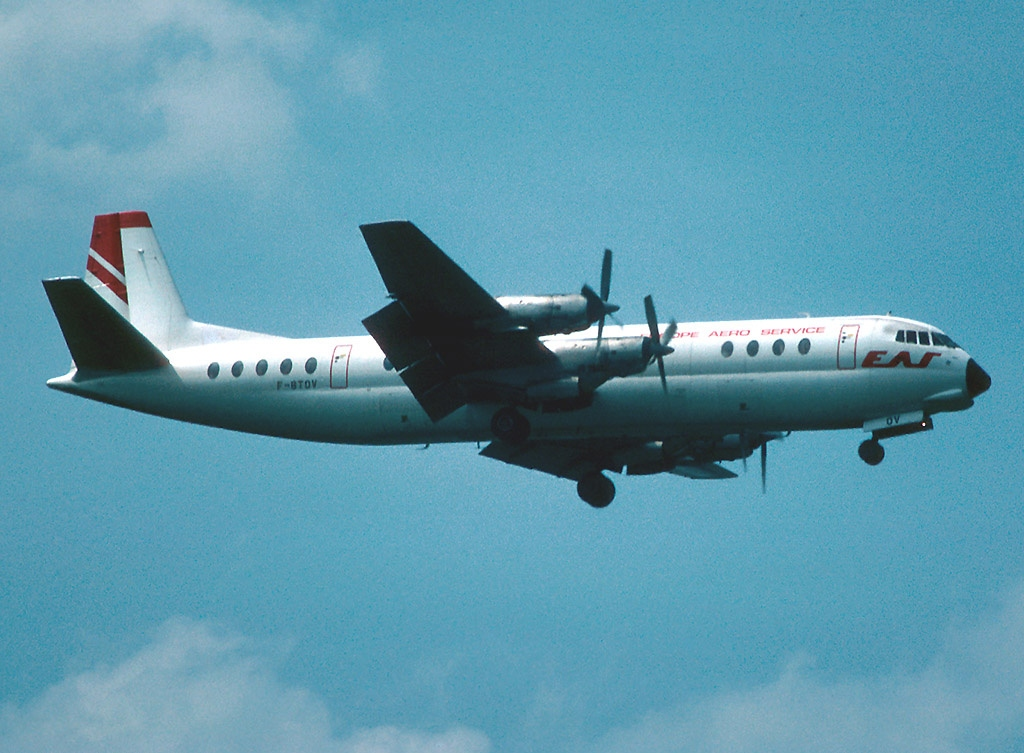
EAS Europe Airlines的先锋型

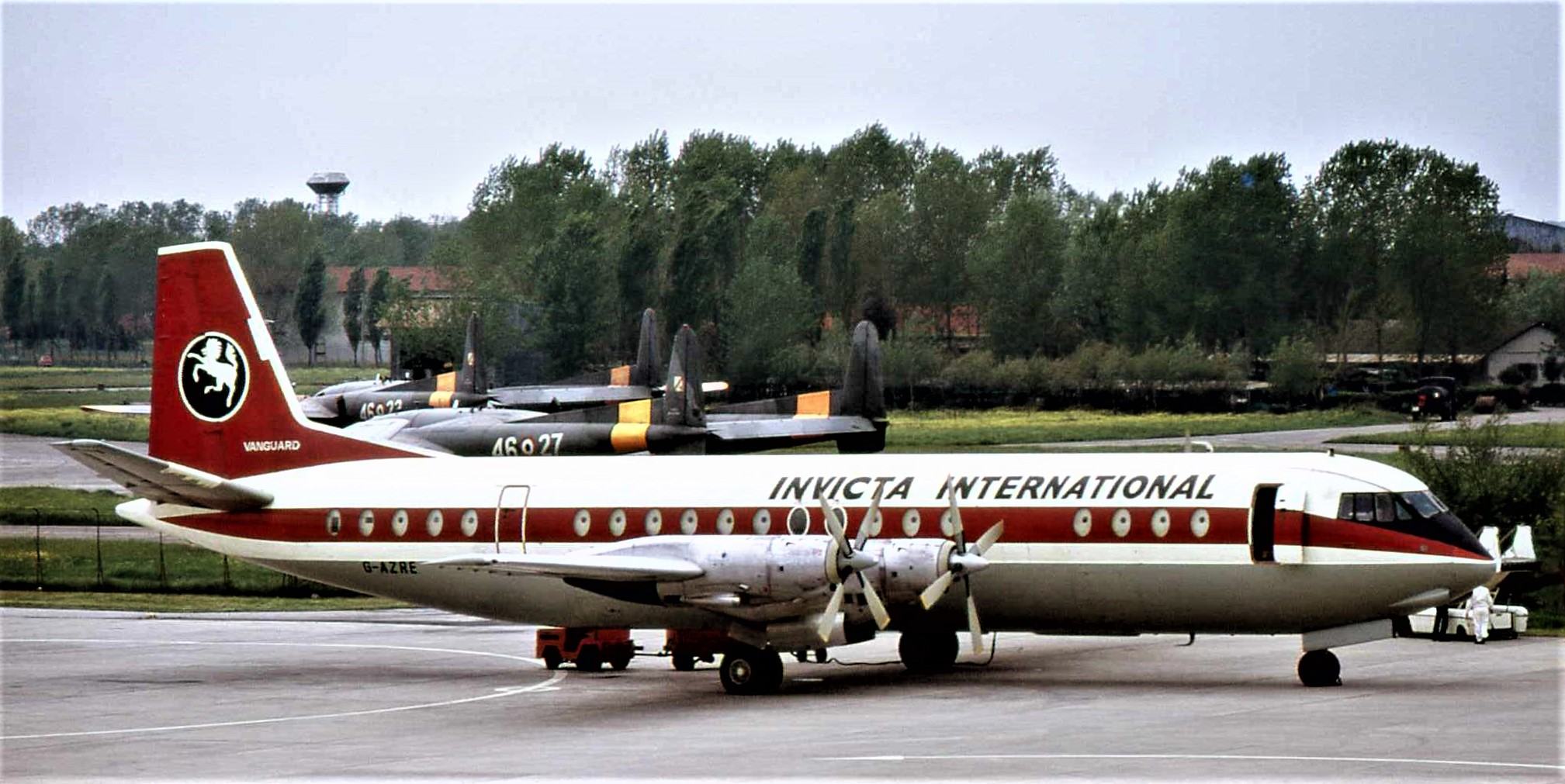
Invicta International Airlines的先锋型

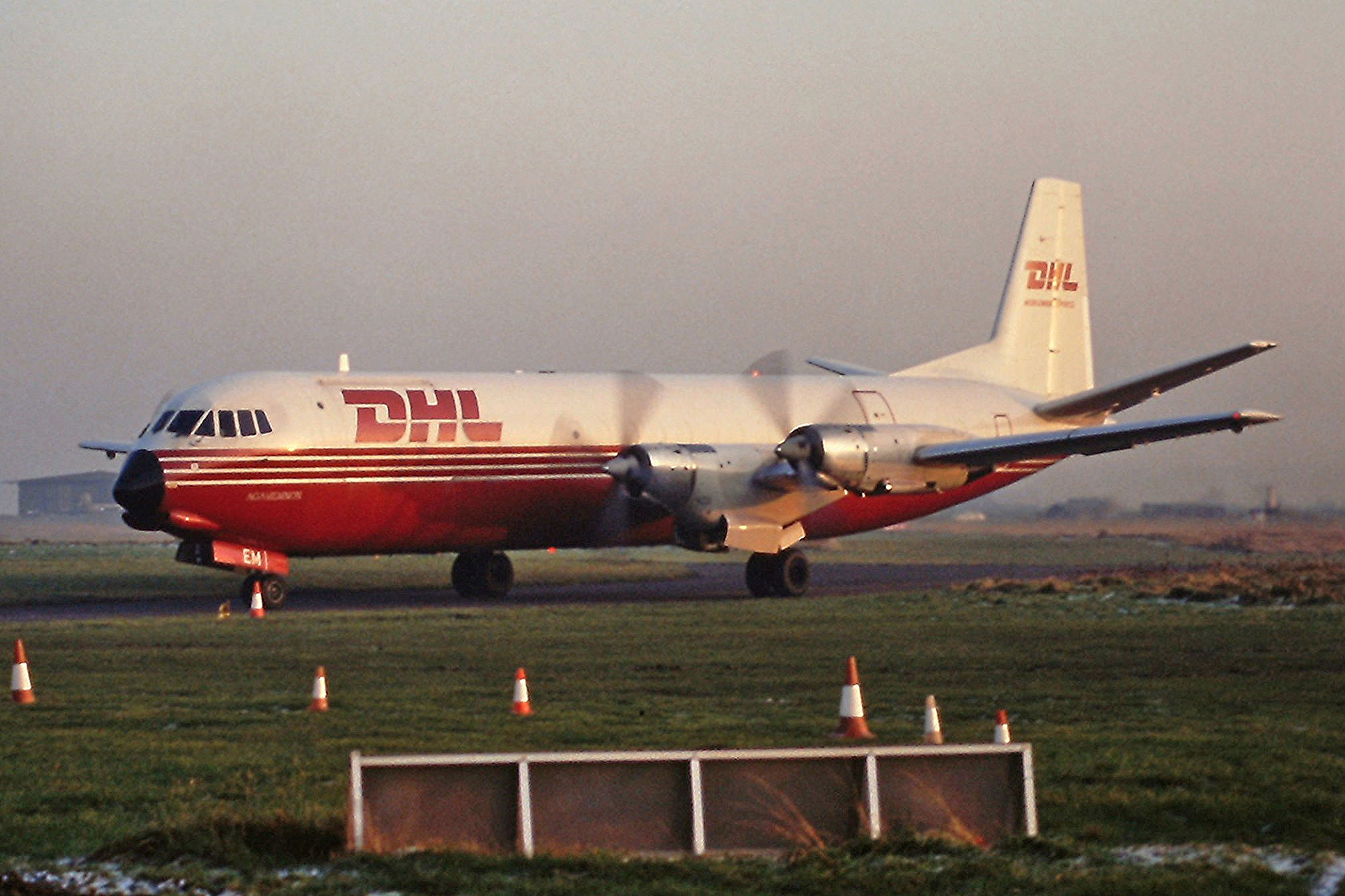
DHL Air UK的先锋型

- 加拿大航空：1964年6月接收环加拿大航空的23架先锋型
- 环加拿大航空：初始用户，1964年6月改名为加拿大航空

 法國
- EAS Europe Airlines（英语：EAS Europe Airlines）
- Inter Cargo Service
- Occitan Air

 加彭
- 加蓬航空

 冰島
- Air Viking：1970年租借1架
- Thor Air Cargo：1971年租借2架

 印度尼西亞
- Air Fast：由Air Tenggara运营
- Angkasa Civil Air Transport：1970年租借1架
- Merpati Nusantara Airlines（英语：Merpati Nusantara Airlines）

 黎巴嫩
- Lebanese Air Transport（英语：Lebanese Air Transport）：1970年租借1架

 新加坡
- Air Tenggara：1981年租借1架，为Air Fast运营

 瑞典
- Air Trader：1972年租借3架

 英国
- Air Bridge Carriers
- 英国航空：1974年接收英国欧洲航空的3架客机和9架货机
- 英国欧洲航空：初始用户，共20架，部分改装为“Merchantman”货机
- DHL Air UK（英语：DHL Air UK）
- Elan Air Cargo（英语：Elan Air Cargo）
- Hunting Cargo Airlines（英语：Hunting Cargo Airlines）
- Invicta International Airlines（英语：Invicta International Airlines）
- Silver City Airways

## 意外事故
- 1965年10月27日，英国欧洲航空一架先锋型客机（注册编号G-APEE）于希思罗机场降落时坠毁，机上30名乘客和6名机组人员全部遇难[4]。

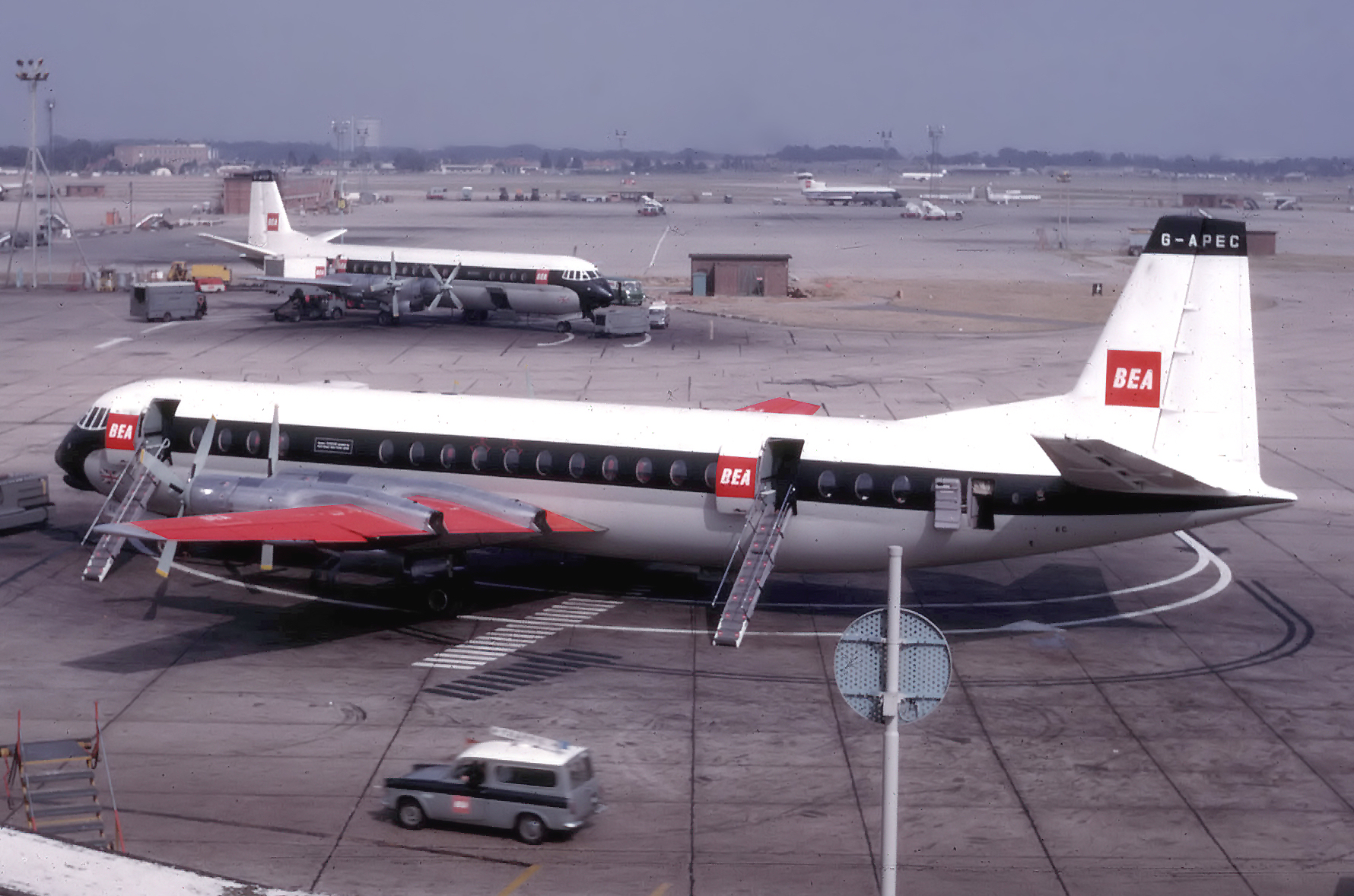
英国欧洲航空的先锋型客机，该机于1971年10月2日执行英国欧洲航空706号班机时失事

- 1971年10月2日，一架执飞英国欧洲航空706号班机（英语：British European Airways Flight 706）的先锋型客机（注册编号G-APEC）于比利时上空失事，机上55名乘客和8名机组成员遇难[5]。
- 1973年4月10日，Invicta International Airlines的一架先锋型客机（注册编号G-AXOP）于巴塞尔-米卢斯机场附近失事，机上104名乘客和4名机组成员遇难[6]。
- 1988年1月29日，Inter Cargo Service的一架先锋型货机（注册编号F-GEJF）于图卢兹-布拉尼亚克机场起飞时失事，无人死亡[7]。
- 1989年2月6日，Inter Cargo Service的一架先锋型货机（注册编号F-GEJE）于马赛机场起飞时失事，3名机组成员死亡[8]。

## 性能参数 （952型）
参考资料：Vickers Aircraft since 1908
基本信息
- 机组：3人
- 容量：139人
- 長度：122英尺101⁄2英寸（37.452）
- 翼展：118英尺0英寸（35.97）
- 高度：34英尺11英寸（10.64）
- 机翼面积：1,527平方英尺（141.9平方）
- 空重：85,000英磅（38,555）
- 总重：141,000英磅（63,957）
- 发动机：4台罗尔斯·罗伊斯苔茵（英语：Rolls-Royce Tyne）涡轮螺旋桨发动机，每台5,545匹軸馬力（4,135千瓦特）(eshp)

性能
- 巡航速度：422英里每小時（679每小時；367節）于15,000英尺（4,600米）高度[10]
- 航程：1,830英里（1,590海里；2,945）（最大载重）

## 相关机型

### 相关发展
- 维克斯子爵

### 同时代或类似型号
- 安-10
- 布里斯托不列颠尼亚型
- 伊尔-18
- 洛克希德L-188